# Lapidia
Lapidia, monotipski rod  glavočika, otkriven i opisan 2017., godine. Smješten je u podtribus  Liatrinae, dio tribusa Eupatorieae.

## Opis
Lapidia apicifolia je labavo razgranati grm visok 2-4 m, stabljika je tomentozna, listovi su nasuprotni, raspoređeni u nasuprotnim parovima, rotirajući za 90° u svakom čvoru, svaki pod pravim kutom u odnosu na sljedeći par iznad ili ispod. U filogenetskoj analizi korištenjem podataka o sekvencama iz ITS-a i trnL-trnF odabranih članova Eupatorieae, Lapidia je naznačena kao sestrinska skupina klade s visokom potporom s Morithamnusom, Bahianthusom i Catolesijom. Ovu skupinu čine labavo razgranati grmovi, većina s opuštenim lišćem, stabljikama, lišćem i ovojnim braktejama koje su viskozne (Bahianthus i Morithamnus) i, ako nisu, razvijeni su trihomi (tomentose indumentum) (Lapidia), za zaštitu od sunčevog zračenje i gubitka vode. Prikazani su opis, ilustracije i rasprava o srodnim i simpatričnim rodovima.

## Sinonimi
Nema

## Vanjske poveznice
- Lapidia, a new monotypic genus of Asteraceae (sa slikama)